# Harveys Lake
Harveys Lake es un borough ubicado en el condado de Luzerne en el estado estadounidense de Pensilvania. En el año 2000 tenía una población de 2,888 habitantes y una densidad poblacional de 208 personas por km².

## Geografía
Harveys Lake se encuentra ubicado en las coordenadas 41°21′48″N 75°2′38″O / 41.36333, -75.04389.

## Demografía
Según la Oficina del Censo en 2000 los ingresos medios por hogar en la localidad eran de $37,656 y los ingresos medios por familia eran $51,319. Los hombres tenían unos ingresos medios de $31,059 frente a los $25,528 para las mujeres. La renta per cápita para la localidad era de $22,795. Alrededor del 6.7% de la población estaba por debajo del umbral de pobreza.

## Enlaces externos

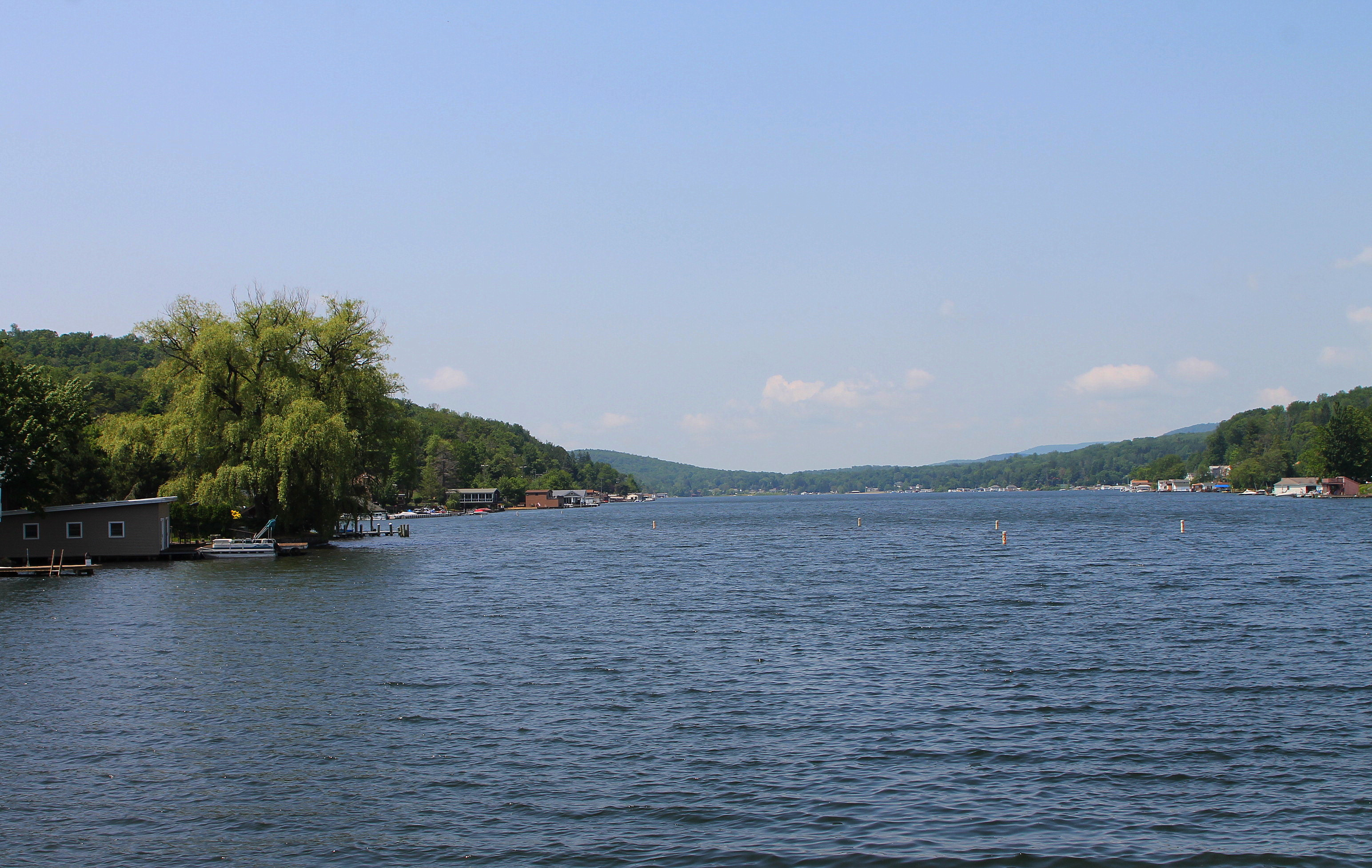
Vista de Harveys Lake desde el noreste.